# Ghoul
Ghoul är en varelse ur arabiskt folkminne som håller till på gravplatser, plundrar gravar och äter lik. Ordet används även i engelskan och kommer från arabiska الغول al-ghūl. 
Ghul är en slags kvinnliga ökentroll med förmåga att  hamnskifta. De räknas till de onda djinnerna. Enligt äldre arabiska poeter och senare folktro brukar de locka vägfarande vilse, döda dem och äta upp dem. Ibland såsom i "Sidi Naoumans öden" sägs de även äta lik. Enligt traditionen skall Muhammed förnekad ghulerna deras existens eller åtminstone deras förmåga att byta hamn.
Ordet har kommit in i svenskan via filmer och datorspel, traditionellt används andra ord, exempelvis gast eller likätare.
I berättelsen "Sidi Naoumans öden" ur sagan om Kalifen Harun al Raschids äventyr från Tusen och en natt står följande:

"...gastarna är irrande andar, som brukar ha sina gömställen i fallfärdiga hus. Ur sina bakhåll rusar de ut och överfaller plötsligt dem som går förbi, vilkas kött de gnager av. I brist på levande varelser, gräver de nattetid upp lik som de äter." (Bonniers utgåva 1987)
I populärkulturen blandar man ofta ihop ghouler med andra slags gengångare, oftast med vampyrer eller zombier. Traditionella vampyrer livnär sig dock på blod från endast levande människor och till skillnad från zombier är ghoulerna enligt traditionen tänkande varelser och inte bara vandrande lik.

## Fiktion

### Skönlitteratur
I Bram Stokers klassiska roman Dracula från 1897 figurerar en ghoulliknande figur vid namn Renfield.
H. P. Lovecrafts mytologi innehåller ghouler i bland annat novellerna "Pickman's Model" från 1927, "Den lurande skräcken" från 1923 och "Råttorna i muren" från 1924. I de svenska översättningarna står det "Likätare".
I C.S. Lewis böcker om Narnia, är ghoulerna hemska varelser som tjänar den Vita häxan och ser ut som gamla böjda människor. Ordet översätts med "gengångare" på svenska. I disneyfilmen och spelet från 2005 ser de ut som orcher med spjut.
I J.K. Rowlings böcker om Harry Potter är ghoulerna harmlösa varelser som lever i trollkarlars hem och gör oljud.

### Film
Den första "Ghoulfilmen" var den brittiska produktionen The Ghoul från 1933 där Boris Karloff spelar en Egyptolog som begravs med en ockult egyptisk juvel som ska skänka evigt liv. När juvelen stjäls av en kollega till honom återuppstår Karloff för att ta hämnd.
När George A. Romero skapade sin banbrytande Night of the Living Dead (1968), som har kallats "den första zombiefilmen", tänkte han sig de odöda som ghouler och inte zombier.

### Spel
Spelvärden är det område där ghoulerna har fått störst genomslag. Särskilt rollspel med fantasy eller skräcktema såsom Dungeons and Dragons, Warhammer, Shadowrun, Vampire: The Masquerade. Också i datorrollspel är ghouler vanliga och finns bland annat i Fallout, Warcraft III, Tibia, World of Warcraft, Diablo och Diablo II.

### Serier
Seriefiguren Batman ärkefiende Ra's Al-ghūls namn syftar på den arabiska ökendemonen ghūl. Och i Supernatural i säsong 4 avsnitt 19.
En ghoul är en varelse ur mangan och animen Tokyo Ghoul.

### Musik
Det brittiska popbandet The Smiths låt "The Headmaster Ritual", från 1985, innehåller följande rad "Belligerent ghouls / Run manchester schools".

## Jämför med
- Odöd
- Draug